# Bart Gets Hit by a Car
«Bart Gets Hit by a Car» —«Un coche atropella a Bart» en España y «Bart es atropellado» en Hispanoamérica— es el décimo episodio de la segunda temporada de la serie de dibujos animados Los Simpson. Al principio, Bart Simpson es atropellado por el coche de Montgomery Burns. Con la aparición de Lionel Hutz y el Dr. Nick Riviera, su familia demanda a Burns, buscando daños exagerados para las heridas de Bart, y así ganar simpatía en el juicio. En cambio, Marge se opone a toda esta trama y le preocupa que Homer quiera que su hijo mienta.
El capítulo fue escrito por John Swartzwelder y dirigido por Mark Kirkland, aunque muchas partes del final fueron montadas por el productor ejecutivo, James L. Brooks, quien pensaba que el final necesitaba algo más emotivo. Su argumento está basado en la película En bandeja de plata e incluye el debut en la serie de Hutz, Riviera, el abogado de pelo azul y el demonio. La estrella invitada, Phil Hartman, hizo su primera aparición dándole voz a Hutz; también apareció por primera vez la continuista Doris Grau. Durante su primera emisión, consiguió una puntuación de Nielsen de 14.5, terminando en la posición trigésimo segunda en la semana de su debut; en general, tuvo una buena aceptación por parte de la crítica.

## Sinopsis
Cuando un día Bart está patinando, el señor Burns le atropella mientras cruza la calle. Ahí sufre una experiencia extracorporal en la que va subiendo en una escalera mecánica hacia el cielo rodeado de ángeles, pero al final acaba cayendo al infierno tras escupir al vacío, reuniéndose con Satanás. Al comprobar este que Bart aún no debería morir, lo devuelve a su cuerpo. A continuación, se despierta en la habitación de un hospital rodeado de su familia y un extraño sonriendo, quien se presenta como Lionel Hutz y sugiere demandar a Burns. Sin embargo, las heridas del niño son leves —un chichón en la cabeza y un dedo del pie roto— y Homer tiene dudas, puesto que se trata de denunciar a su jefe. Posteriormente, Burns —en un intento de evitar la demanda— le ofrece a Homer cien dólares, aunque este se muestra indeciso porque con esa pequeña cantidad apenas podría sufragar los gastos del tratamiento para su hijo, pero finalmente Burns retira la oferta llamándole extorsionador. Después de esta reunión, Homer va a ver a Hutz, quien le promete una cifra de un millón de dólares —de la que él se quedaría la mitad por sus honorarios—. Es ahí cuando el abogado se lleva a Bart a ver al Dr. Nick Riviera, un quack que afirma que tiene heridas muy graves, además de diagnosticarle un «trauma» tras realizarle una toma de huellas con rayos X. No obstante, Marge se muestra escéptica en relación con las cualificaciones médicas reales de Riviera debido a la exageración de la situación de Bart. Por su parte, Hutz asiste a Bart sobre qué debe decir cuando esté en la sala del juzgado, animándole a desorbitar su estado.
Una vez en el juicio, tanto Bart como Burns cuentan inverosímiles versiones de lo que ocurrió. El jurado muestra simpatía hacia Bart y eso desata la ira de Burns, lo que le hace exigir a sus abogados que traigan a Homer y Marge a su mansión. En la casa, Burns les ofrece 500 000 dólares a cambio de que retiren la demanda interpuesta contra él, pero Homer la rechaza diciéndole que sabe que [Burns] va a perder, por lo que tendrá que pagarles el millón de dólares. En cambio, Marge le dice en privado que le disgusta la situación, en especial los «falsos médicos». El señor Burns escucha eso último y entonces retira de nuevo su oferta. Al día siguiente, de nuevo en el juzgado, el abogado de Burns llama a una desprevenida Marge Simpson al estrado, donde finalmente denuncia que el doctor Nick no estaba cualificado y que las heridas de Bart no eran tan graves realmente. Ella también da un valor de cinco dólares a los daños causados, la suma que le daba a su hijo por sacar la basura, si hubiera podido. El honrado testimonio destroza todo el caso y los Simpson no reciben nada, aunque Bart obtuvo una buena atención médica.
Esa noche, se observa a un deprimido Homer enfadado con su mujer puesto que por su culpa no han cobrado nada. Marge camina hacia el bar de Moe, donde se encuentra con Homer, quien le dice que no está seguro de si sigue enamorado de ella. Finalmente, tras mirarse a los ojos, lo olvida y le dice que sí la ama.

## Producción

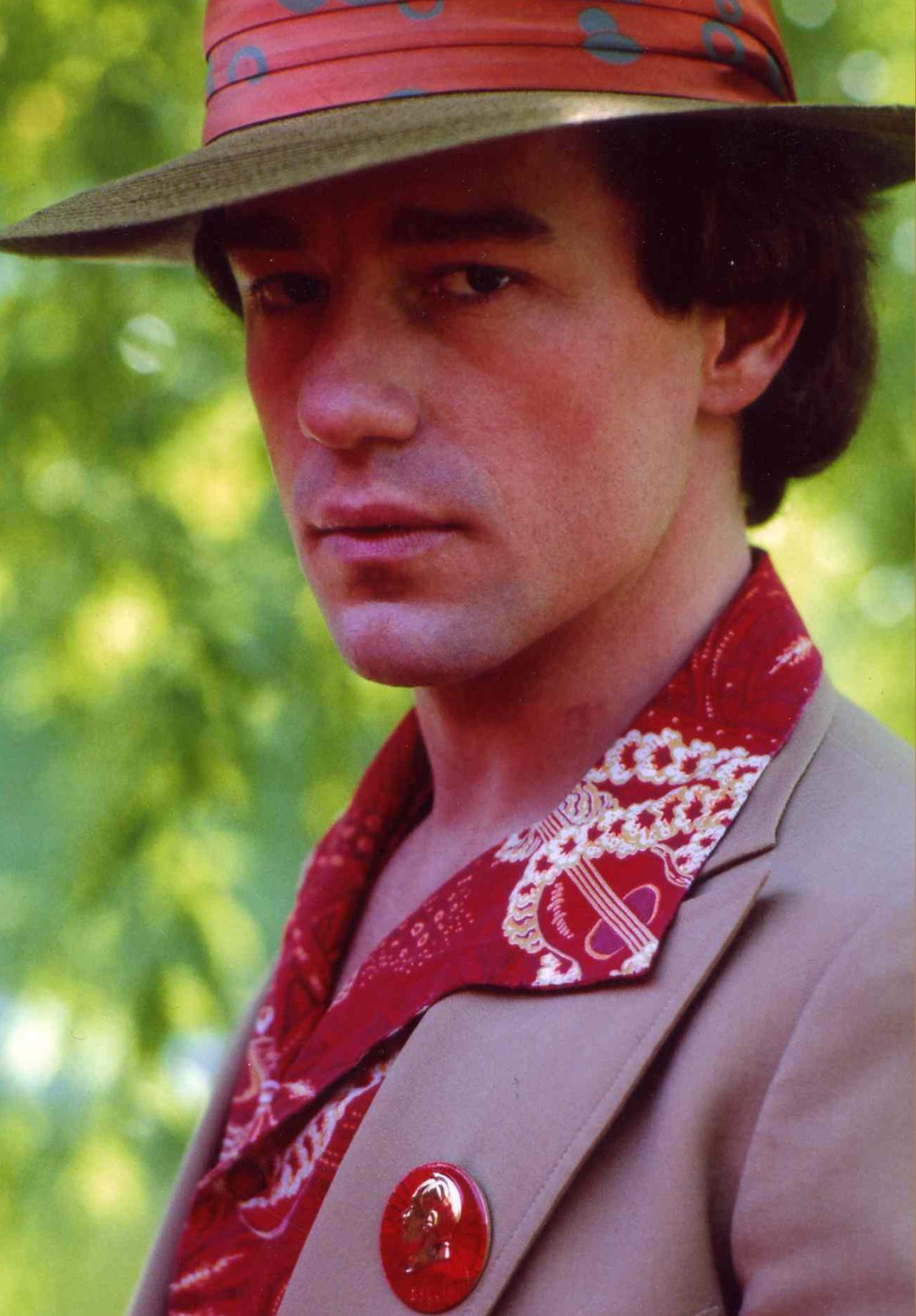
Este fue el primer capítulo de la estrella invitada, Phil Hartman, quien dio voz a Lionel Hutz.

El argumento se basó en la película En bandeja de plata (1966) de Billy Wilder, en la que Walter Matthau interpreta a un abogado mentiroso que convence al personaje de Jack Lemmon para fingir una lesión, y así conseguir mucho dinero. Mientras trabajaban en las escenas del tribunal, el director, Mark Kirkland, vio To Kill a Mockingbird (1962) y The Veredict (1946) para obtener ideas sobre los diferentes ángulos que utilizarían. Aunque el episodio fue escrito por John Swartzwelder, muchas partes del desenlace fueron montadas por el productor ejecutivo, James L. Brooks, ya que sintió que el final requería de algo más emotivo, por lo que algunas escenas fueron editadas para que nuevas voces pudieran ser añadidas. De esta forma, las voces en off se podrían añadir posteriormente.
El episodio incluye los debuts de tres personajes habituales: Lionel Hutz, el Dr. Nick Riviera y el abogado de pelo azul. Hutz fue diseñado por Kirkland, quien le dio un aspecto malvado, aunque le pidieron que tuviera una «apariencia sosa», por lo que le agregó un traje azul claro para que destacase más. Phil Hartman, quien le puso la voz, también fue alguna de las estrellas que hicieron su aparición por primera vez. Daría también la voz a Troy McClure —personaje que aparecería en esa misma temporada aunque más adelante—, lo que le convirtió en uno de los participantes más conocidos.
Hank Azaria es quien le da voz al Dr. Riviera, que usó una «mala imitación» de Ricky Ricardo. Los animadores modelaron al personaje basándose en el entonces supervisor de dirección, Gábor Csupó, porque pensaron erróneamente que Azaria le estaba imitando. El abogado de pelo azul, que no tiene nombre propio, está basado en Roy Cohn, más conocido por ser el abogado del senador Joseph McCarthy. Su voz, puesta por Dan Castellaneta, se trata de una imitación de Cohn. El demonio también hizo su primera aparición en este episodio y fue diseñado por Kirkland con una apariencia escalofriante, aunque finalmente los escritores le pidieron que le diera un aspecto más cómico.
La entonces continuista de la serie, Doris Grau, también apareció por primera vez aquí. Su voz fue empleada por su peculiaridad y aparece como un personaje menor en este episodio, pero más tarde sería conocida por dar su voz a Lunchlady Doris.

## Referencias culturales

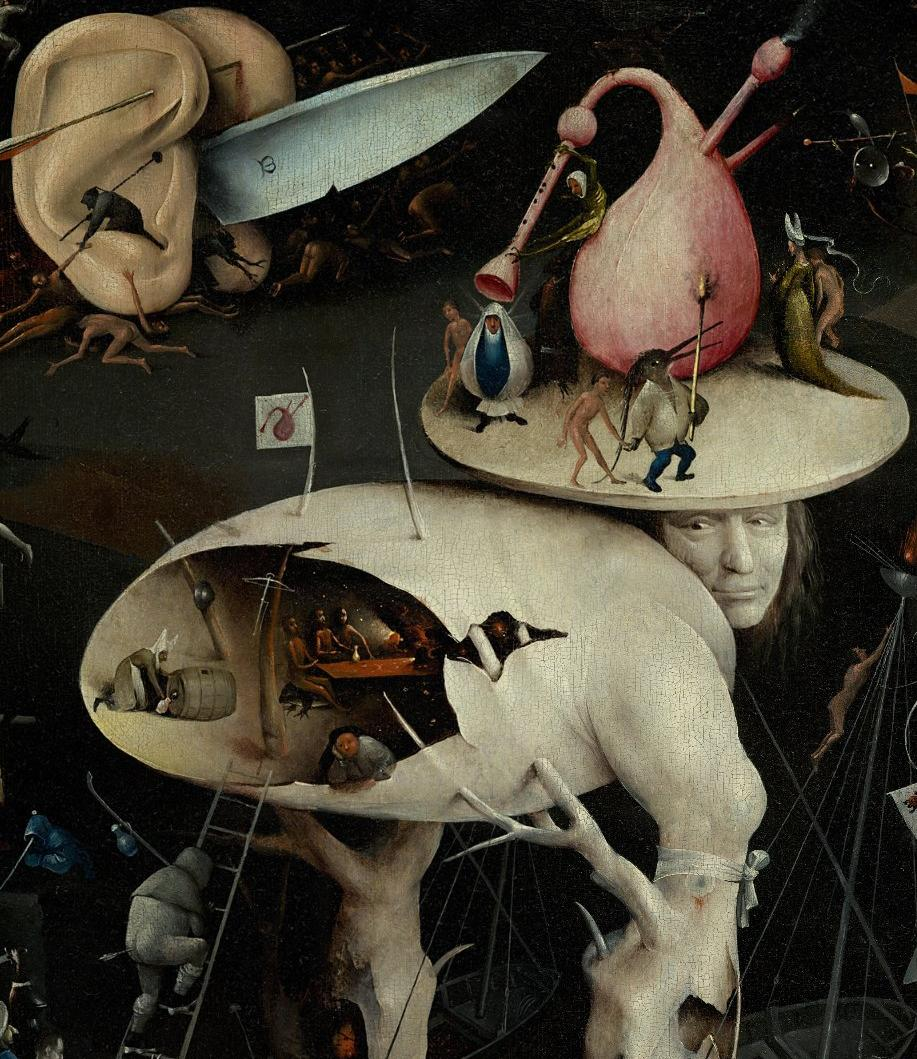
La pequeña toma del infierno está inspirada en el panel infernal (en la imagen) de El Jardín de las Delicias.